# رواندایر
رواندایر (به انگلیسی: RwandAir) یک شرکت هواپیمایی با کد یاتا WB است که در تاریخ ۱ دسامبر ۲۰۰۲ میلادی تأسیس شده و در تاریخ ۲۷ آوریل ۲۰۰۳ فعالیتش را آغاز کرده‌است. دفتر مرکزی رواندایر در کیگالی، رواندا واقع شده‌است و قطب این شرکت هواپیمایی در فرودگاه بین‌المللی کیگالی قرار دارد و به ۱۸ مقصد، پرواز مستقیم انجام می‌دهد.

## مقصدهای پروازی
مقصدهای پروازی رواندایر تا ژوئن ۲۰۱۵ به شرح زیر است: